# Bulbophyllum macilentum
Bulbophyllum macilentum là một loài phong lan thuộc chi Bulbophyllum.